# Bill Belichick
William Stephen Belichick (Nashville, Tennessee, 1952. április 16.–) amerikaifutball-edző. A New England Patriots edzőjeként hat Super Bowlt nyert a National Football League-ben.

## Vezetőedzői mutatók
Miután 15 évet töltött el segédedzőként különböző csapatoknál, 1991-ben a Cleveland Browns vezetőedzője lett. Miután öt évet töltött el a csapatnál, megváltak tőle. Ezután egészen 2000-ig újra segédedzőként tevékenykedett Bill Parcells mellett, előbb a New England Patriotsnál töltött el egy évet, majd 1997–99-ig a New York Jetsnél volt Parcells közvetlen helyettese. Parcell lemondása után a Jets vezetőedzője lehetett volna, ő azonban inkább a New England Patriots-ot választotta, ahol szintén head coach lehetett. Itt rendkívül eredményes pályafutást tudhat magáénak, az elmúlt években csapata rendszeres résztvevője a playoffnak, és hat alkalommal Super Bowlt is nyert velük.
2003-ban az év edzőjének választották az National Football League-ben.
| Csapat       | Év           | Alapszakasz | Alapszakasz | Alapszakasz | Alapszakasz | Alapszakasz    | Rájátszás | Rájátszás | Rájátszás  | Rájátszás                                                               |
| Csapat       | Év           | Győzelem    | Vereség     | Döntetlen   | Győzelem %  | Végeredmény    | Győzelem  | Vereség   | Győzelem % | Eredmény                                                                |
| ------------ | ------------ | ----------- | ----------- | ----------- | ----------- | -------------- | --------- | --------- | ---------- | ----------------------------------------------------------------------- |
| CLE          | 1991         | 6           | 10          | 0           | .375        | 3. AFC Central | -         | -         | -          | -                                                                       |
| CLE          | 1992         | 7           | 9           | 0           | .438        | 3. AFC Central | -         | -         | -          | -                                                                       |
| CLE          | 1993         | 7           | 9           | 0           | .438        | 3. AFC Central | -         | -         | -          | -                                                                       |
| CLE          | 1994         | 11          | 5           | 0           | .688        | 2. AFC Central | 1         | 1         | .500       | Wild card; vereség a Pittsburgh Steelers ellen AFC Divisional Game-ben. |
| CLE          | 1995         | 5           | 11          | 0           | .313        | 4. AFC Central | -         | -         | -          | -                                                                       |
| CLE Összesen | CLE Összesen | 36          | 44          | 0           | .450        |                | 1         | 1         | .500       |                                                                         |
| NE           | 2000         | 5           | 11          | 0           | .313        | 5. AFC East    | -         | -         | -          | -                                                                       |
| NE           | 2001         | 11          | 5           | 0           | .688        | 1. AFC East    | 3         | 0         | 1.000      | Super Bowl XXXVI bajnok                                                 |
| NE           | 2002         | 9           | 7           | 0           | .563        | 2. AFC East    | -         | -         | -          | -                                                                       |
| NE           | 2003         | 14          | 2           | 0           | .875        | 1. AFC East    | 3         | 0         | 1.000      | Super Bowl XXXVIII bajnok                                               |
| NE           | 2004         | 14          | 2           | 0           | .875        | 1. in AFC East | 3         | 0         | 1.000      | Super Bowl XXXIX bajnok                                                 |
| NE           | 2005         | 10          | 6           | 0           | .625        | 1. AFC East    | 1         | 1         | .500       | Vereség a Denverellen az AFC Divisional Playoffban                      |
| NE           | 2006         | 12          | 4           | 0           | .750        | 1. AFC East    | 2         | 1         | .667       | Vereség az Indianapolis ellen az AFC Championship Game-ben              |
| NE           | 2007         | 16          | 0           | 0           | 1.000       | 1. AFC East    | 2         | 1         | .667       | Vereség a New York Giants ellen a Super Bowl XLII-őn                    |
| NE Összesen  | NE Összesen  | 91          | 37          | 0           | .711        |                | 14        | 3         | .823       |                                                                         |
| Összesen     | Összesen     | 127         | 81          | 0           | .611        |                | 15        | 4         | .789       |                                                                         |